# Орсо I Партечипацио
Орсо I Партечипацио (на латински: Ursus Particiacus, на италиански: Orso I Partecipazio), известен още като Orso I Badoer, е четиринадесети дож на Венецианската република. Управлява от 864 до 881 г.
Орсо вероятно е внук на дожа Анджело Партечипацио. Той е избран на поста след убийството на предшественика му Пиетро Традонико, чиито убийци са заловени в края на същата година, съдени и екзекутирани.
Орсо Партечипацио предприема кампании срещу сарацините и пиратите, нападащи Адриатическото крайбрежие. Подема строежи в Риалто, подновява забраната за търговията с роби. Получава титлата „протоспатор“ от византийския император Василий I Македонец, за чиято племенница се предполага, че е женен.
Умира през 881 г. от естествена смърт и е наследен на поста от сина му Джовани II Партечипацио.

## Семейство
Не е известно името на съпругата на Орсо Партечипацио, но има предположения, че може да е племенница на император Василий I Македонец. Според „Венецианска хроника“ на Йоан Дякон от нея той има шест деца:
- Джовани II Партечипацио - дож на Венеция (881-887);
- Бадоарио - по всяка вероятност негов син е осемнадесетият дож Орсо II Партечипацио (912-932)[3];
- Орсо;
- Пиетро;
- Фелиция - омъжена за Родоалдо, сина на Джовани, дука на Болоня;
- Джована - игуменка на манастира Св.Захарий.[4]